# Schismatoclada concinna
Schismatoclada concinna är en måreväxtart som beskrevs av John Gilbert Baker. Schismatoclada concinna ingår i släktet Schismatoclada och familjen måreväxter. Inga underarter finns listade i Catalogue of Life.